# Welde Giyorgis Aboyé
Wolde Giorgis Aboye est un fils de woyzero Ayahilush Sahle Selassie, tante du negus negest Ménélik II. Il est donc cousin de Menelik et petit-fils du negus Sahle Selassie du Choa.
Il dirige la conquête de la province du Kaffa sous le règne de Ménélik II. Il dirige une armée de 8 000 hommes à la bataille d'Adoua.
Il est connu pour avoir contesté le choix de Ménélik II de désigner son petit-fils ledj Iyassou comme successeur.
En février 1915, il mène une campagne en Érythrée accompagné de ras Yimer et de wag shum Gebre Hiwot sous les ordres de ledj Iyassou.
Il est couronné negus du Gondar par l'impératrice Zaouditou l'année qui précède sa mort.

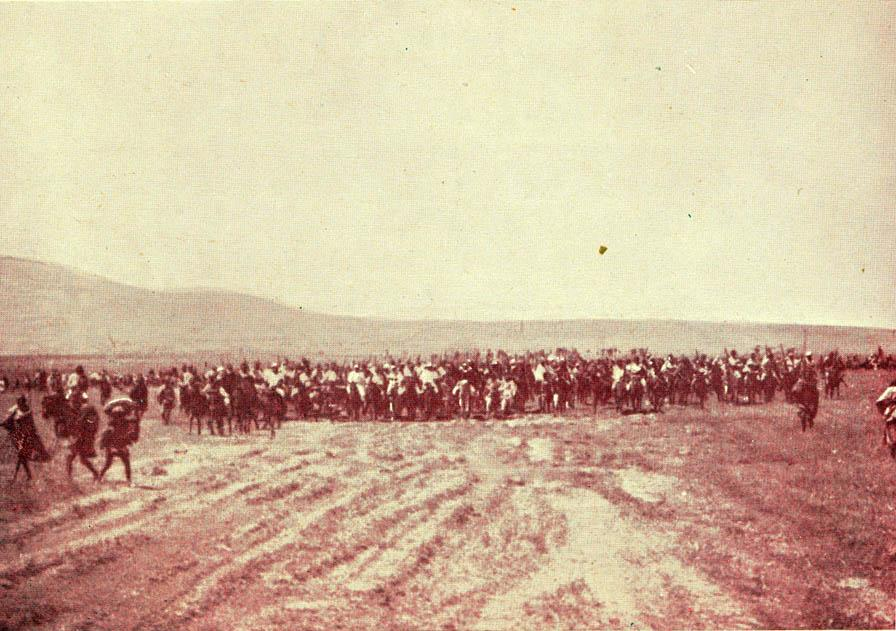
Retour des armées du Ras Wolde Giorgis après la conquête du Kaffa